# جایزه بزرگ بریتانیا ۱۹۸۱
جایزه بزرگ بریتانیا ۱۹۸۱ (انگلیسی: ‎1981 Japanese Grand Prix‎)، که به‌طور رسمی با نام سی و چهارمین جایزه بزرگ مارلبرو بریتانیا شناخته می‌شود، یک مسابقهٔ موتوری در رشتهٔ اتومبیل‌رانی فرمول یک بود که در تاریخ ۱۸ ژوئیهٔ ۱۹۸۱ در پیست سیلورستون واقع در سیلورستون، بریتانیا برگزار شد. این گراند پری در میان ۱۵ گراند پری در فصل ۱۹۸۱، مسابقهٔ شمارهٔ ۹ بود.
در این مسابقه که در ۶۸ دور و به مسافت ۳۲۰٫۸۹۲ کیلومتر (۱۹۹٫۳۹۳ مایل) برگزار شد، پول پوزیشن توسط رنه آرنوکس کسب شد و سریع‌ترین زمان برای طی یک دور پیست که برابر با ۱:۱۵٫۰۶۷ بود نیز توسط رنه آرنوکس به ثبت رسید.
جان واتسون از تیم مک‌لارن-فورد، کارلوس روتمان از تیم ویلیامز-فورد و ژاک لافیت از تیم لیجیه-ماترا به‌ترتیب مقام‌های اول تا سوم مسابقه را کسب کردند.

## رده‌بندی قهرمانی پس از مسابقه
| جایگاه | راننده        | امتیاز |
| ------ | ------------- | ------ |
| ۱      | کارلوس روتمان | ۴۳     |
| ۲      | نلسون پیکه    | ۲۶     |
| ۳      | آلن جونز      | ۲۴     |
| ۴      | ژیل ویلنوو    | ۲۱     |
| ۵      | ژاک لافیت     | ۲۱     |
| منبع:  |               |        |

| جایگاه | سازنده       | امتیاز |
| ------ | ------------ | ------ |
| ۱      | ویلیامز-فورد | ۶۷     |
| ۲      | برابهام-فورد | ۳۱     |
| ۳      | فراری        | ۲۸     |
| ۴      | لیجیه-ماترا  | ۲۱     |
| ۵      | مک‌لارن-فورد  | ۲۰     |
| منبع:  |              |        |

یادداشت
- تنها پنج جایگاه نخست از هر رده‌بندی نمایش داده شده‌است.